# 베베우 지우베르투
베베우 지우베르투(브라질 포르투갈어: Bebel Gilberto, 1966년 5월 12일 ~ )는 팝과 일렉트로닉 성향의 보사노바 음악을 하는 미국 출신 브라질 혈통의 가수이다. 그래미 어워드에 노미네이트되기도 했다. 그녀의 아버지는 브라질의 세계적인 보사노바 가수인 조앙 지우베르투이고 어머니는 안토니우 카를루스 조빙과 활동하기도 했던 브라질의 인기 가수 미우샤(Miúcha)이다. 가수, 작곡가, 작가이기도 한 브라질의 시쿠 부아르키(Chico Buarque)는 베베우 지우베르투의 삼촌이기도 하다.

## 경력
- 7살 때 그녀는 어머니 미우샤의 첫 번째 솔로 앨범에 참여하였다. 그리고 9살때는 미우샤, 스탠 게츠(Stan Getz)와 함께 뉴욕의 카네기 홀에서 열렸던 재즈 페스티발에 참여하였다.
- 브라질에서 그녀는 어린이 뮤지컬 "오스 사우칭방코스" Os Saltimbancos (세르지우 바르도티(Sergio Bardotti)와 시쿠 부아르키(Chico Buarque)의 공동작품) 공연과 사운드트랙을 녹음하였다.
- 그 후 그녀는 실험적인 극단에 합류하였고 , 공연장인 시르쿠 보아도르(Circo Voador)(그 당시에는 리우데자네이루의 이파네마에 있었고 현재는 리우데자네이루의 라파(LAPA) 지역에 있는 공연장)의 창립 멤버로 활동하였다. 이 그룹에서 그녀는 80년대 브라질의 대표적 록스타가 되는 싱어송라이터 카주사(Cazuza)와 가깝게 지낸다.
- 그 당시 브라질 국내차트에서 히트하여 몇 개의 음악상을 수상하기도 한 "Preciso Dizer Que Te Amo"를 음악가 Dé, Cazuza와 함께 공동작업을 하며 작곡을 하기 시작하였다.
- 1986년에 워너뮤직에서 첫 번째 솔로음반인 EP "Bebel Gilberto"를 발매한다.
- 1991년에 뉴욕으로 이주한다. Brooklyn Academy of Music (BAM)에서 미국에서 유명한 브라질리언 가수였던 카르멘 미란다의 트리뷰트 공연에 참여한다. (음악 감독 Arto Lindsay, 출연 나나 바스콘셀로스, 로리 앤더슨 등등 ) 유명 뮤지션들이 출연했다. 그리고 베베우는 그녀의 밴드와 함께 뉴욕의 Metronome, Lion's Den, Zanzibar, The Ballroom, The Rainbow Room, SOB's, Town Hall Theater, The Greatest Bar On Earth (at the top of the World Trade Center) , Lincoln Center에서 연주활동을 한다.
- 1990년에는 뛰어난 음악가인 아르토 린제이 Arto Lindsay를 비롯하여 Thievery Corporation, 데이비드 번, 토와 테이, 카에타누 벨로주, 시쿠 부아르키와 함께 음악활동을 하였다.
- 1996년에는 그녀의 친구인 베코 드라노프 Béco Dranoff가 프로듀싱하는 AIDS 자선 프로젝트 Red Hot + Rio에 참여한다.
- 1990년대 중반에 그녀는 송라이터로써 그룹 디라이트 출신의 디제이겸 프로듀서 토와 테이, 프로듀서 아르토 린지와 함께 작업한 "Technova", "Batucada"가 세계적인 인기를 얻게된다. 브래드 앤더슨의 영화 Next Stop Wonderland에 Vinicius Cantuária, Mauro Refosco와 함께 참여한다.
- 1990년대 후반에 그녀는 호평을 받았던 데뷔앨범 Tanto Tempo의 사운드를 연구했던 런던으로 이주하게 된다. 이 기간 동안 브라질의 상파울루에 사는 세르비안 출신의 프로듀서 수바 Suba를 만난다. 그는 그녀의 앨범의 여러곡에 작곡과 프로듀서로 참여하였다 (1999년 그는 불의의 화재사고로 사망하게 된다). 또한 런던에 있는동안 그녀는 DJ/producer Amon Tobin, 네덜란드 출신의 duo Arling & Cameron와 Nina Miranda]]와 함께 음악작업을 하였다.
- 2000년에 Ziriguiboom (Crammed Discs의 sub-label)에서 Tanto Tempo를 발매하였다. 이 앨범은 전 세계적으로 백만장이상의 판매고를 올렸다. 그리고 이 앨범은 라틴그래미어워드에 노미네이트되었다.
- 그녀의 두 번째 앨범인 Bebel Gilberto (2004)로 영국에서 MOBO 어워드를 수상하고 그래미어워드에 노미네이트된다. 앨범수록곡의 리믹스로 크게 호평받은 리믹스 앨범이 발매된다. 그곡들은 다양한 컴필레이션 음반, 주요 프로, TV 영화등에 수록되었다. 큰 인기에 힘입어 베베우는 많은지역의 국가들에서 공연을 하였다.
- 2006년 4월에 발매된 세 번째 음반 "Momento"를 발매하였다. 이 앨범에서 그녀는 작곡에 참여했을뿐만 아니라 처음으로 프로듀싱에 참여하게 된다.
- 2009년 Verve Records에서 네 번째 음반인 "All in One"을 발매하였다

## 음반 목록
- Um Certo Geraldo Pereira, Funarte (with Pedrinho Rodrigues) (1983)
- De Tarde, Vendo O Mar (with Luizão Maia & Banzai) (1991)
- Tanto Tempo (2000)
- Bebel Gilberto (2004)
- Momento (2007)
- All in One (2009)
- Tudo (2014)